# Kiêu hãnh và định kiến (phim 2005)
Kiêu hãnh và định kiến (tựa đề tiếng Anh: Pride & Prejudice) là một bộ phim tình cảm của đạo diễn Joe Wright dựa trên cuốn tiểu thuyết cùng tên của nhà văn Jane Austen xuất bản năm 1813. Phim xoay quanh câu chuyện của năm chị em trong một gia đình tiểu quý tộc tại Anh. Họ luôn phải đối mặt với những vấn đề trong hôn nhân, tư cách đạo đức và quan niệm sai lầm. Ngôi sao điện ảnh Keira Knightley thủ vai nhân vật nữ chính Elizabeth Bennet, trong khi Matthew Macfadyen đóng vai người yêu và chồng của cô là anh Darcy. Bộ phim do Working Title Films phối hợp sản xuất với StudioCanal và được công chiếu tại Anh Quốc & Ireland vào 16 tháng 9 năm 2005, sau đó công chiếu tại Mỹ vào 11 tháng 11.